# 高山市立荘川さくら学園
高山市立荘川さくら学園（たかやましりつ しょうかわさくらがくえん）は、岐阜県高山市にある公立の義務教育学校。

## 概要
高山市立としては最初の義務教育学校として2025年（令和7年）4月1日に開校。校名は荘川桜に因む。
建物は旧高山市立荘川小学校の改修及び新たに建設された。敷地内には保育園や給食センターも併設する。
保育園からの12年間を通した外国語教育を実施している。

## 沿革
- 2025年（令和7年）
  - 4月1日 - 荘川小学校と荘川中学校を統合し、義務教育学校の高山市立荘川さくら学園として開校。
  - 4月8日 - 開校式が行われる[1]。